# 水蛇容
水蛇容，清朝光緒中葉紅船班「慶豐年」的名丑，是能夠「四門齊」的粵劇表演家。「四門齊」是指伶人能夠演活「里袍戲」、「海青戲」、「藍布長衫戲」與「爛衫戲」。他還有吊辮絶藝。
他曾經演出《瓦鬼还魂》的時候加插了有趣的曲。

時不通來運不通，拾到黃金變廢銅， 我自小結拜有十個弟兄，算來我吳直中系最窮， 我大哥上街賣水泵，二哥賣瓜菜以及芫茜蔥，三哥走台腳去賣油炸粽，四哥至斯文學寫燈籠， 五哥在省城做巡警勇，六哥至辛苦系打銅， 七哥修整留聲機器以及時辰鐘，我八哥自小做紙通，九哥脫泡牙抓住個泵泵，招牌上寫住拿手捉牙蟲， 我系第十算嚟唔中用，隻字唔識又唔通， 將身打坐茅房中，我商家難做故此務田為工。

後來收了新水蛇容為徒弟。

## 著名劇目
- 《打雀遇鬼》
- 《瓦鬼还魂》（京劇《烏盆計》）